# Yoshitaka Kageyama
Yoshitaka Kageyama, född 31 mars 1978, är en före detta japansk fotbollsspelare.